# OGX (entreprise)
Pour les articles homonymes, voir Ogx.
OGX est une entreprise pétrolière. Elle fait partie du groupe EBX. Elle a été mise en faillite en 2013.